# Jamides susana
Jamides susana är en fjärilsart som beskrevs av D'abrera 1971. Jamides susana ingår i släktet Jamides och familjen juvelvingar. Inga underarter finns listade i Catalogue of Life.